# 滚动背斜
滚动背斜（英語：rollover anticline）是指在生长断层活动时由于两盘之差异压实作用和下降盘沉积层的重力作用形成的弧形弯曲现象。是與伸展正斷層相關的背斜。它是在铲形斷層的下盘內發育的同沉積構造（英語：synsedimentary structure）。這種斷層通常是區域性的，產生在被動大陸邊緣，例如在尼日爾三角洲、密西西比三角洲都被發現。是由伸展塌陷而造成的背斜。它們的主要特點是褶皺隨著深度變平。铲形斷層的斷層面是上陡下緩，當上下兩盤被拉開時會形成靠斷層面深的楔狀沉積空間。下盤沉積層會彎曲倒向上盤。同時後續的每一層沉積物也向斷層面增厚，結果形成背斜特徵
。